# The Organ Pipes
The Organ Pipes (in lingua inglese: Le canne d'organo) è un'imponente parete rocciosa situata sul versante nordoccidentale della Jaeger Table, a sud del Cairn Ridge, nel Dufek Massif dei Monti Pensacola, in Antartide.
La denominazione descrittiva è stata assegnata dall'Advisory Committee on Antarctic Names (US-ACAN), su proposta di Arthur B. Ford, leader del gruppo geologico dell'United States Geological Survey (USGS) nei Monti Pensacola nel 1978-79, in relazione all'aspetto della formazione rocciosa causato dal processo di erosione sulla parete verticale di gabbro.